# Abeille Musique
Abeille Musique é uma gravadora da França. Essa empresa está associado com a Federação Internacional da Indústria Fonográfica - IFPI.